# Парада Валерія Борисівна
Вале́рія Бори́сівна Пара́да — полковник збройних сил, учасник миротворчих операцій ООН та російсько-української війни.

## З життєпису
Закінчила факультет романо-германської філології Ужгородського державного університету. Володіє англійською, іспанською, німецькою, польською, російською, угорською, українською мовами.
Проходила службу у штабі Тимчасових сил ООН (Південний Ліван), у складі 81-ї тактичної групи ЗСУ Багатонаціональних сил (Республіка Ірак, 2005) та в штабі сил КФОР (Косово 2009—2010). Брала участь у війні на сході України (2014—2015 роки).
Нагороджена численними відзнаками та медалями — від ООН, НАТО, міністерств оборони України та Польщі.
Станом на березень 2017 року — начальник групи військового співробітництва, в/ч пп В1959, Львівська область.
З чоловіком проживає у місті Львів.
Полковник ЗСУ (листопад 2017).